# Amherst College

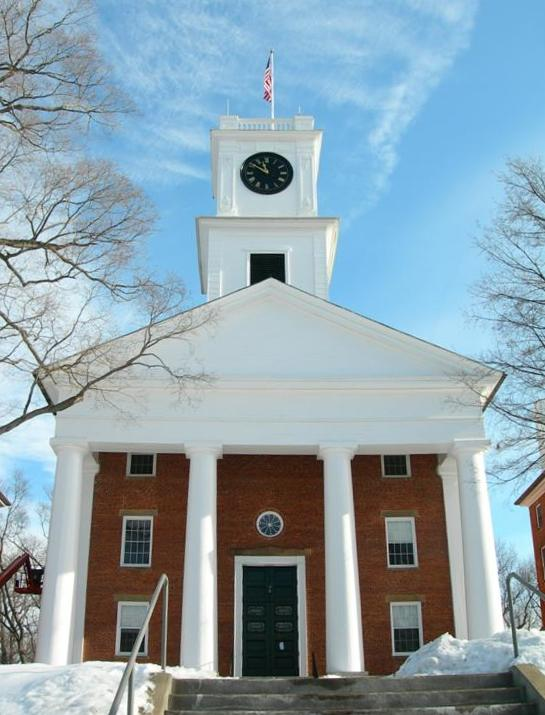
Die Johnson-Kapelle (1826–1827) des Colleges

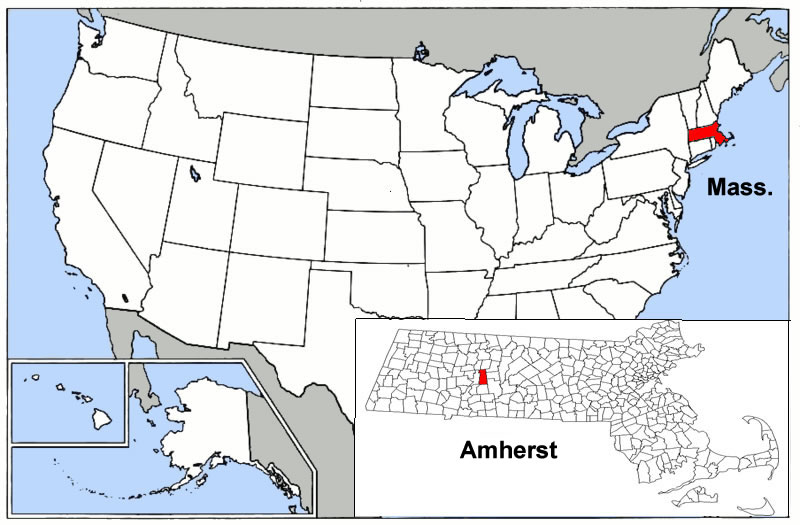
Lage des Amherst College

Das Amherst College [ˈæmərst ˈkɒlɪdʒ] ist ein sehr renommiertes privates Liberal-Arts-College in Amherst (Massachusetts) in den Vereinigten Staaten von Amerika. Es wurde 1821 gegründet und bietet ausschließlich Bachelor-Studiengänge. Als eines der Five Colleges kooperiert es seit 1965 mit vier anderen Hochschulen der Umgebung. Die Universitätsfarben sind lila und weiß.
Das Amherst College ist Namenspate des Asteroiden Amherstia, der von seinem Entdecker, dem ehemaligen Amherst-Studenten Raymond Smith Dugan, so benannt wurde.

## Geschichte

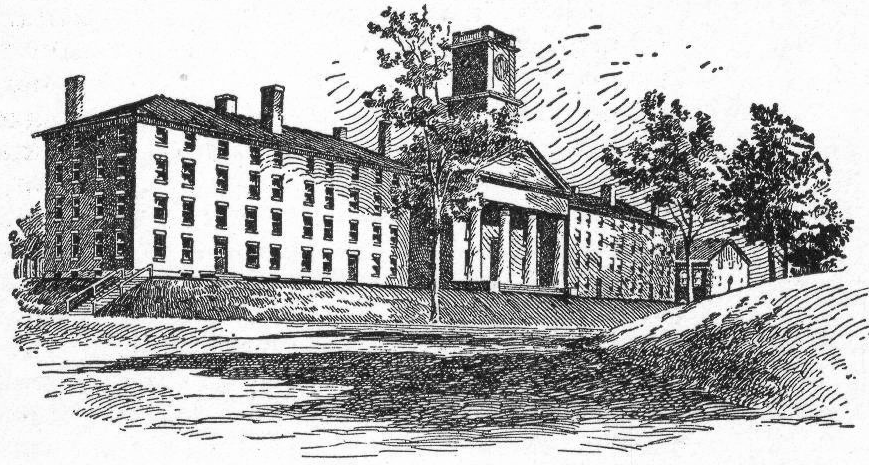
Johnson-Kapelle und Wohnheime vor 1915

Das Amherst College ist Nachfolger der Amherst Academy, die nach der Kleinstadt Amherst benannt und unter anderem von Emily Dickinson und Noah Webster besucht worden war. Als dem Williams College weiter im Westen von Massachusetts aufgrund finanzieller Probleme und seiner entlegenen Lage zeitweilig die Verlegung oder Schließung drohte, wurde 1821 das Amherst College gegründet. 1825 erhielten die ersten 25 Studenten ihren Abschluss.
Der erste schwarze Student machte seinen Abschluss 1826 – das heißt im zweiten Jahr, in dem Amherst überhaupt Abschlüsse vergab, und nur drei Jahre nachdem der vermutlich erste Student mit schwarzen Vorfahren (mixed-race) an einer US-amerikanischen Hochschule einen Bachelor erworben hatte (Alexander Twilight am Middlebury College).
Seit 1975 werden auch weibliche Studenten zugelassen.

## Campus

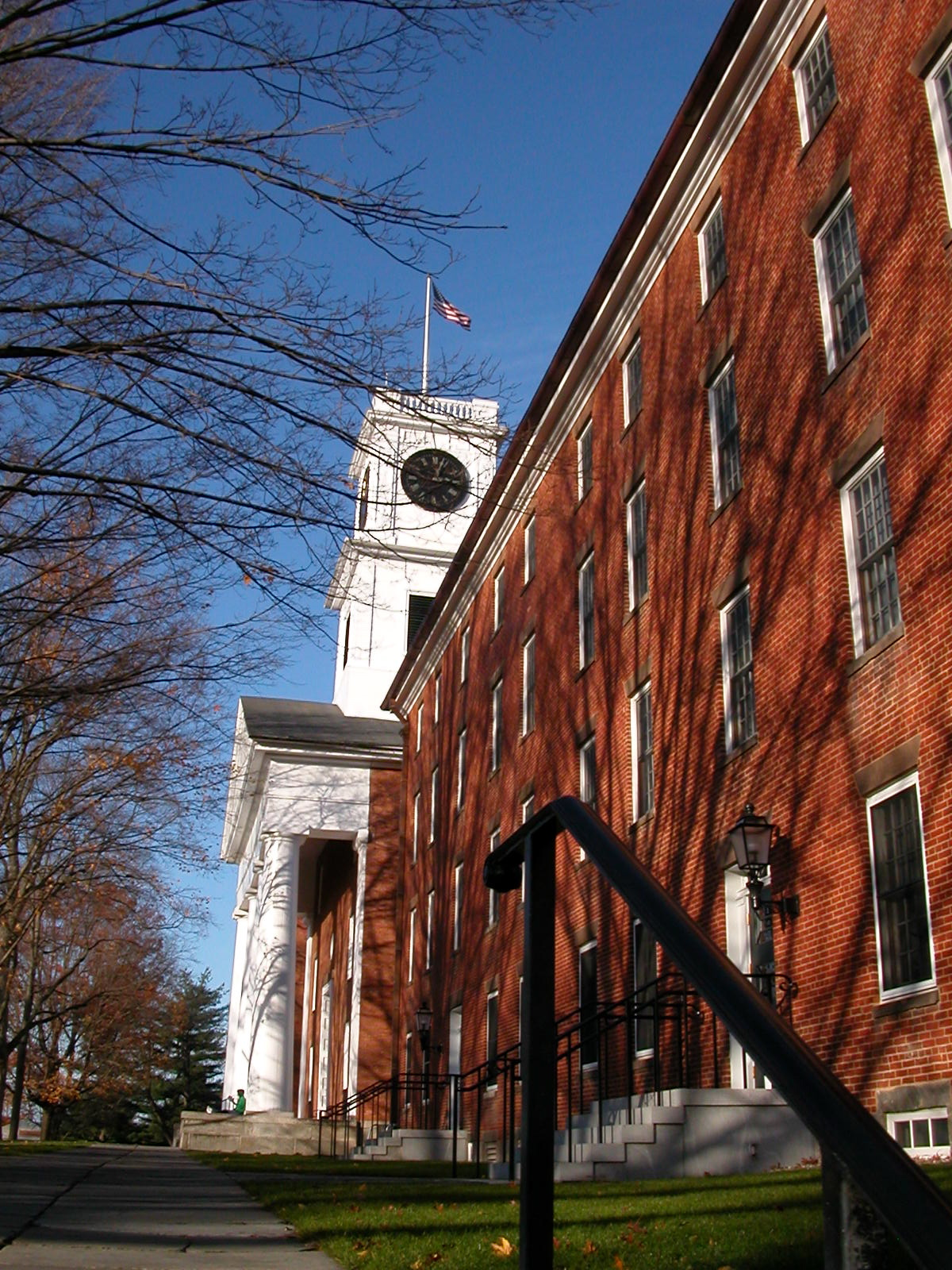
Die Studentenwohnheime College Row im typischen Backsteinstil

Das Amherst College liegt direkt südsüdwestlich vom Zentrum der Kleinstadt Amherst auf einer Hügelkuppe. Das Gelände zeichnet sich durch die für amerikanische Verhältnisse großenteils alte Bebauung und die parkähnlich gepflegte Anlage um die Gebäude aus.
Der Campus ist um eine baumbestandene zentrale Rasenfläche angelegt, die aufgrund ihrer etwa viereckigen Form den Namen Main Quadrangle (Hauptviereck) oder kurz Quad trägt. An der Nordseite des Rasens liegt die Hauptbibliothek. Die Seiten werden von Backsteinbauten mit weißen Elementen (Fenster- und Türrahmen) gesäumt, die vor allem Studentenwohnheime beherbergen; etwas zurückgesetzt im Westen steht außerdem die Johnson-Kapelle, die heute für Büros genutzt wird. Die Südseite der Rasenfläche ist nicht bebaut. Hier gibt das zu den Sportplätzen stark abfallende Gelände hinter einem Denkmal für gefallene Soldaten den Blick auf die Mount-Holyoke-Bergkette im Süden von Amherst frei. Etwas weiter im Westen des Campus, auf dem höchsten Punkt der Hügelkuppe, steht ein kleines ehemaliges Observatorium.

## Akademische Qualität
Das Amherst College konkurriert mit dem Williams College um den Ruf des besten Liberal-Arts-Colleges der USA. In den umstrittenen Hochschulrankings der US-Zeitschrift U.S. News & World Report nimmt in den letzten Jahren stets eines der beiden Colleges den ersten Platz ein, gefolgt vom jeweils anderen; in der Ranking-Ausgabe Stand 2007 stand Amherst auf Platz 2.
Das Amherst College gilt als die US-Hochschule mit dem höchsten Spendenprozentsatz ihrer ehemaligen Studenten – derzeit gehören etwa 61 % der ehemaligen Studenten zu den Geldgebern. Seine Stiftungsgelder (endowment) lagen 2007 bei 1,66 Milliarden Dollar und brachten zuletzt 27,8 Prozent und somit 461 Millionen Dollar Erträge pro Jahr. Dazu kommen die üblichen Einkünfte insbesondere aus Studiengebühren und Forschungsgeldern.

## Studienbedingungen
Das Amherst College bietet über 800 Kurse in 33 Studienfächern an. Aufgrund der Kooperation im Rahmen der Five Colleges können Studenten auch Kurse der anderen vier Hochschulen belegen (und umgekehrt), in Einzelfällen auch Kurse für Studenten jenseits des Bachelors an der University of Massachusetts Amherst. Aufgrund der Kooperation sind außerdem die Bibliotheken der Hochschulen vernetzt.
Die Studiengebühren am Amherst College sind hoch, jedoch für eine US-Hochschule ihres Rufs nicht außergewöhnlich: Die Gesamtkosten (einschließlich Lebenshaltungskosten, also vor allem Wohnheimsgebühren) lagen für das Studienjahr 2006/2007 bei 43.360 Dollar. 66 % seiner Studenten erhalten vom Amherst College finanzielle Unterstützung, die von einer Verringerung der Studiengebühren bis zur vollen Kostenübernahme reichen kann.

## Kulturelle Einrichtungen jenseits des Campus
Das Amherst College ist Eigentümer und Verwalter des Emily-Dickinson-Museums, das das Geburts- und Wohnhaus von Emily Dickinson sowie das benachbarte Haus ihres Bruders umfasst. Zum Eigentum des Colleges gehört auch etwa die Hälfte der Manuskripte der Dichterin.
Nach dem Testament seines ehemaligen Studenten Henry Clay Folger leitet das College außerdem die Folger Shakespeare Library in Washington, D.C. – eine unabhängige Forschungsbibliothek mit der größten Shakespeare-Sammlung der Welt und einem angeschlossenen Theater, die neben Forschung und Restauration alter Dokumente auch ein vielseitiges kulturelles Programm bietet.

## Zahlen zu den Studierenden und zum Vermögen
Im Herbst 2020 waren 1.745 Studierende eingeschrieben, die alle ihren ersten Studienabschluss anstrebten und damit undergraduates waren. 52 % waren weiblich und 48 % männlich; 15 % bezeichneten sich als asiatisch, 10 % als schwarz/afroamerikanisch und 14 % als Hispanic/Latino.
Im Oktober 2012 waren 1.817 Studierende eingeschrieben gewesen.
Der Wert des Stiftungsvermögens der Universität lag 2022 bei 3,32 Mrd. US-Dollar und war damit 12,0 % niedriger als 2021, da es damals 3,78 Mrd. US-Dollar betragen hatte (letzteres 47,2 % höher als 2020 mit 2,57 Mrd. $).

## Sport
Seit 1899 messen sich Amherst-Sportmannschaften regelmäßig mit Studenten von Williams College und Wesleyan University. Der Wettstreit wurde zunächst unter dem Namen Triangular League (dreieckige Liga) bekannt. In den 1920er Jahren entstand der heute noch übliche Name Little Three („kleine Drei“), im Gegensatz zu der entsprechenden Rivalität zwischen den Big Three („große Drei“: Harvard University, Yale University und Princeton University).
Seit jüngerer Zeit messen sich Amherst-Studenten außerdem mit Studenten anderer Hochschulen in mehreren Collegeligen: der dritten Liga (Division III) der National Collegiate Athletic Association (NCAA), der Eastern College Athletic Conference und der New England Small College Athletic Conference.

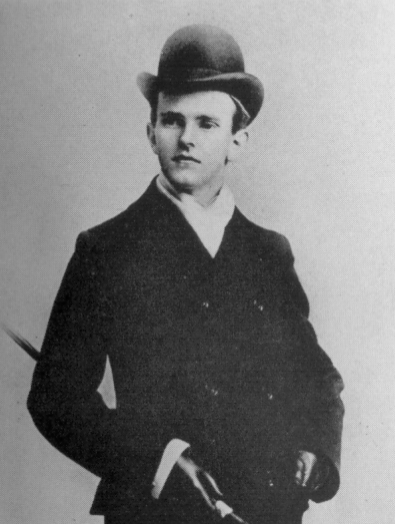
Der spätere US-Präsident Calvin Coolidge (1872–1933) in seiner Zeit als Amherst-Student

## Persönlichkeiten
Dritter Präsident des Amherst College war von 1845 bis 1854 der Geologe Edward Hitchcock.
Hermann J. Muller, der von 1940 bis 1945 am College Biologieprofessor war, gewann 1946 den Nobelpreis für Physiologie oder Medizin. Der Dichter und vierfache Pulitzerpreisträger Robert Frost war von 1916 bis 1938 Englischprofessor in Amherst; nach ihm ist heute die Hauptbibliothek benannt. Der dreifache Pulitzerpreis- und Drehbuch-Oscargewinner Archibald MacLeish lehrte Englisch von 1963 bis 1967. Alfred F. Havighurst war von 1931 bis 1970 Professor für Geschichte. Auch der Mathematiker und Ökonom Charles Wiggins Cobb hatte einen Lehrstuhl inne.
Lewis Spratlan, der 2000 den Pulitzer Prize of Music erhielt, lehrte von 1970 bis 2006 an der Fakultät für Musik des Amherst College.
Auf das Amherst College gingen zahlreiche spätere Wissenschaftler. Zu ihnen gehören der Ökonom John Bates Clark (Abschluss 1875), der Astronom Raymond Smith Dugan (1899), der Soziologe Talcott Parsons (1924), der Mathematiker Stephen Cole Kleene (1930), der Physiker Henry Way Kendall (1950) und der Ökonom Edmund Phelps (1955).
In die Politik gingen unter anderem der 30. Präsident der USA, Calvin Coolidge (1895), der amtierende Fürst von Monaco, Albert II. (1981), der Präsident von El Salvador (1999–2004), Francisco Flores Pérez (1981), der kenianische Präsidentschaftskandidat und Oppositionsführer Uhuru Kenyatta (1985) und der ehemalige Ministerpräsident Griechenlands Giorgos Andrea Papandreou sowie der Bürgerrechtsaktivist Albert S. Bard.
Spätere Nobelpreisträger wurden die Studenten Henry W. Kendall (1950; Physik 1990), Edmund Phelps (1955, Wirtschaft 2006), Harold E. Varmus (1961; Medizin 1989) und Joseph E. Stiglitz (1964; Wirtschaft 2001).

## Präsidenten
Die bisherigen Präsidenten des Colleges waren:
1. Zephaniah Swift Moore, 1821–1823
2. Heman Humphrey, 1823–1845
3. Edward Hitchcock, 1845–1854
4. William Augustus Stearns, 1854–1876
5. Julius Hawley Seelye, 1876–1890
6. Merrill Edwards Gates, 1890–1899
7. George Harris, 1899–1912
8. Alexander Meiklejohn, 1912–1924
9. George Daniel Olds, 1924–1927
10. Arthur Stanley Pease, 1927–1932
11. Stanley King, 1932–1946
12. Charles Woolsey Cole, 1946–1960
13. Calvin Hastings Plimpton, 1960–1971
14. John William Ward, 1971–1979
15. Julian Gibbs, 1979–1983
16. G. Armour Craig, 1983–1984 (acting)
17. Peter R. Pouncey, 1984–1994
18. Tom Gerety, 1994–2003
19. Anthony W. Marx, 2003–2011
20. Carolyn „Biddy“ Martin, 2011–2022
21. Michael A. Elliott, ab 2022[3]

## Weiterführende Informationen